# Chama cerinorhodon
Chama cerinorhodon is een tweekleppigensoort uit de familie van de Chamidae. De wetenschappelijke naam van de soort is voor het eerst geldig gepubliceerd in 2005 door Hamada & Matsukuma.